# Gideon Falls
Gideon Falls es una serie de cómics de terror estadounidense creada por el escritor Jeff Lemire y el artista Andrea Sorrentino y publicada por Image Comics. En España ha sido publicada íntegramente por Editorial Astiberri.

## Historia de la publicación
Gideon Falls fue anunciado por primera vez el 3 de octubre de 2017, antes de la Comic Con de Nueva York 2017. Lemire se propuso crear una historia de terror inteligente, no una impulsada por el gore, que explorase la naturaleza del mal. Sorrentino describió al personaje central, Norton Sinclair, como heredero de lo peor de sí mismo y de Lemire: el nihilismo de Sorrentino y la obsesión de Lemire. Norton está basado en un personaje que Lemire creó en 1996 para un cortometraje realizado durante su paso por la escuela de cine de Toronto. El Granero Negro de la serie está ligeramente inspirado en el Black Lodge de Twin Peaks, aunque Lemire asegura que su concepto se dirige a un lugar muy diferente. La historia procede de dos historias separadas que no estaban funcionando por su cuenta, pero que finalmente encajaron cuando Lemire las juntó.
La serie concluyó en el número 27 en diciembre de 2020 con un número de 80 páginas.

### Números (edición estadounidense y edición española)
| Número | Título                                  | Fecha de lanzamiento (EE. UU.) | Volúmenes publicados en España                                  | Recopilatorios (EE. UU.)                     |
| ------ | --------------------------------------- | ------------------------------ | --------------------------------------------------------------- | -------------------------------------------- |
|        |                                         |                                |                                                                 |                                              |
| #1     | The Speed of Pain                       | 7 de marzo de 2018             | Gideon Falls – Volumen 1: El granero negro Ed. Astiberri 2019   | Gideon Falls – Book One 18 de agosto de 2021 |
| #2     | All the Little Sinners Say Hallelujah!  | 11 de abril de 2018            | Gideon Falls – Volumen 1: El granero negro Ed. Astiberri 2019   | Gideon Falls – Book One 18 de agosto de 2021 |
| #3     | The Faller of Trees                     | 16 de mayo de 2018             | Gideon Falls – Volumen 1: El granero negro Ed. Astiberri 2019   | Gideon Falls – Book One 18 de agosto de 2021 |
| #4     | Twin Shadows                            | 20 de junio de 2018            | Gideon Falls – Volumen 1: El granero negro Ed. Astiberri 2019   | Gideon Falls – Book One 18 de agosto de 2021 |
| #5     | We Are All Just Soft Instruments        | 18 de julio de 2018            | Gideon Falls – Volumen 1: El granero negro Ed. Astiberri 2019   | Gideon Falls – Book One 18 de agosto de 2021 |
| #6     | The Faller of Trees                     | 15 de agosto de 2018           | Gideon Falls – Volumen 1: El granero negro Ed. Astiberri 2019   | Gideon Falls – Book One 18 de agosto de 2021 |
|        |                                         |                                |                                                                 | Gideon Falls – Book One 18 de agosto de 2021 |
| #7     | The Sum of Its Parts                    | 17 de octubre de 2018          | Gideon Falls – Volumen 2: Pecados originales Ed. Astiberri 2019 | Gideon Falls – Book One 18 de agosto de 2021 |
| #8     | Killer Smile                            | 14 de noviembre de 2018        | Gideon Falls – Volumen 2: Pecados originales Ed. Astiberri 2019 | Gideon Falls – Book One 18 de agosto de 2021 |
| #9     | The Transfiguration                     | 19 de diciembre de 2018        | Gideon Falls – Volumen 2: Pecados originales Ed. Astiberri 2019 | Gideon Falls – Book One 18 de agosto de 2021 |
| #10    | The Hypostatic Union                    | 16 de enero de 2019            | Gideon Falls – Volumen 2: Pecados originales Ed. Astiberri 2019 | Gideon Falls – Book One 18 de agosto de 2021 |
| #11    | Did I Find You or Did You Find Me?      | 13 de febrero de 2019          | Gideon Falls – Volumen 2: Pecados originales Ed. Astiberri 2019 | Gideon Falls – Book One 18 de agosto de 2021 |
|        |                                         |                                |                                                                 | Gideon Falls – Book One 18 de agosto de 2021 |
| #12    | The Laughing Man, Part One              | 17 de abril de 2019            | Gideon Falls – Volumen 3: Vía Crucis Ed. Astiberri 2020         | Gideon Falls – Book One 18 de agosto de 2021 |
| #13    | He Said I Was Special                   | 15 de mayo de 2019             | Gideon Falls – Volumen 3: Vía Crucis Ed. Astiberri 2020         | Gideon Falls – Book One 18 de agosto de 2021 |
| #14    | The Village Near the Centre             | 19 de junio de 2019            | Gideon Falls – Volumen 3: Vía Crucis Ed. Astiberri 2020         | Gideon Falls – Book One 18 de agosto de 2021 |
| #15    | The Misplaced Man                       | 17 de julio de 2019            | Gideon Falls – Volumen 3: Vía Crucis Ed. Astiberri 2020         | Gideon Falls – Book One 18 de agosto de 2021 |
| #16    | All Those Little Scars                  | 14 de agosto de 2019           | Gideon Falls – Volumen 3: Vía Crucis Ed. Astiberri 2020         | Gideon Falls – Book One 18 de agosto de 2021 |
|        |                                         |                                |                                                                 |                                              |
| #17    | Forever and Ever                        | 16 de octubre de 2019          | Gideon Falls – Volumen 4: El Pentáculo Ed. Astiberri 2020       |                                              |
| #18    | All of His Kingdoms                     | 13 de noviembre de 2019        | Gideon Falls – Volumen 4: El Pentáculo Ed. Astiberri 2020       |                                              |
| #19    | Alone in the Dark                       | 11 de diciembre de 2019        | Gideon Falls – Volumen 4: El Pentáculo Ed. Astiberri 2020       |                                              |
| #20    | Drink the Dark Water                    | 8 de enero de 2020             | Gideon Falls – Volumen 4: El Pentáculo Ed. Astiberri 2020       |                                              |
| #21    | The Eater of All Things                 | 5 de febrero de 2020           | Gideon Falls – Volumen 4: El Pentáculo Ed. Astiberri 2020       |                                              |
|        |                                         |                                |                                                                 |                                              |
| #22    | What's That Flying with the Crows?      | 17 de junio de 2020            | Gideon Falls – Volumen 5: Mundos PerversosEd. Astiberri 2021    |                                              |
| #23    | Neon Bible                              | 15 de julio de 2020            | Gideon Falls – Volumen 5: Mundos PerversosEd. Astiberri 2021    |                                              |
| #24    | All the Best Cowgirls Have Daddy Issues | 19 de agosto de 2020           | Gideon Falls – Volumen 5: Mundos PerversosEd. Astiberri 2021    |                                              |
| #25    | Are You Feeling Sinister?               | 23 de septiembre de 2020       | Gideon Falls – Volumen 5: Mundos PerversosEd. Astiberri 2021    |                                              |
| #26    | It's Time to Play                       | 21 de octubre de 2020          | Gideon Falls – Volumen 5: Mundos PerversosEd. Astiberri 2021    |                                              |
|        |                                         |                                |                                                                 |                                              |
| #27    | The End                                 | 23 de diciembre de 2020        | Gideon Falls – Volumen 6: El FinEd. Astiberri 2021              |                                              |

## Premisa
Las vidas de un joven recluso obsesionado con una conspiración oculta en la basura de la ciudad y un sacerdote católico que es trasladado a un pequeño pueblo lleno de oscuros secretos, se entrelazan en torno a la misteriosa leyenda de El Granero Negro, un edificio de otro mundo supuestamente aparecido tanto en la ciudad como en el pequeño pueblo a lo largo de la historia, trayendo muerte y locura a su paso.

## Premios
| Año  | Premio        | Categoría         | Nominado                                     | Resultado |
| ---- | ------------- | ----------------- | -------------------------------------------- | --------- |
| 2019 | Eisner Awards | Mejor serie nueva | Gideon Falls Jeff Lemire y Andrea Sorrentino | Ganador   |
| 2019 | Eisner Awards | Mejor guionista   | Jeff Lemire                                  | Nominado  |
| 2020 | Eisner Awards | Mejor colorista   | Dave Stewart                                 | Ganador   |

## Adaptación televisiva
Gideon Falls fue adquirida por Hivemind Productions  en junio de 2018 para realizar su adaptación televisiva. Lemire y Sorrentino aparecerían como productores ejecutivos junto a Jason Brown, Sean Daniel, Kathy Lingg y Dinesh Shamdasani. En octubre de 2019 se anunció que James Wan, junto con su socio de Atomic Monster, Michael Clear, se ha unido como productor ejecutivo. Lemire ha garantizado a los lectores que, a pesar del desarrollo televisivo, el cómic seguirá siendo su principal foco de atención.